# والت دورن
والت دورن (انگلیسی: Walt Dohrn؛ زادهٔ ۵ دسامبر ۱۹۷۰) یک هنرپیشه، و فیلم‌نامه‌نویس اهل ایالات متحده آمریکا است. وی از سال ۱۹۹۷ میلادی تاکنون مشغول فعالیت بوده‌است.
از فیلم‌ها یا برنامه‌های تلویزیونی که وی در آن نقش داشته است می‌توان به شرک برای همیشه اشاره کرد.